# Alter Bahnhof (Mannheim)

Der später sogenannte Alte Bahnhof Mannheim war der erste Bahnhof in Mannheim und wurde als westlicher Endpunkt der Bahnstrecke Mannheim–Heidelberg, der ersten Bahnstrecke im Großherzogtum Baden, errichtet.

## Geografische Lage
Der Bahnhof lag südöstlich der Quadrate, am ehemaligen Heidelberger Tor etwa in dem Bereich zwischen Tattersallstraße, Schwetzinger Straße, Toräckerstraße und auf dem Bismarckplatz. Die von Südosten her kommende Strecke bog unmittelbar vor dem Bahnhof 90 Grad nach rechts, so dass sich der Bahnhof von Südwesten nach Nordosten parallel zum (heutigen) Kaiserring erstreckte. Er lag anfangs an der damaligen Bebauungsgrenze der Stadt. Die Flurbezeichnung lautete „Hasenhütte“.

## Geschichte
Nach fast dreijähriger Planung wurde der Bahnhof ab dem 2. Dezember 1839 errichtet. Architekt war Friedrich Eisenlohr. Der Bahnhof ging am 12. September 1840 als Personenbahnhof in Betrieb. Der Güterbahnhof entstand erst später. Zum Rheinhafen bestand ein Gleis, das als Pferdebahn quer durch die Stadt betrieben wurde. Erst 1854 wurde die Schleifbahn eröffnet, über die nun Güterzüge auch lokomotivbespannt zum Hafen fahren konnten. In Mannheim – wie an vielen anderen Orten – war der von der Eisenbahn generierte Verkehr völlig unterschätzt worden. Bereits 1844/45 mussten am Bahnhof erste Erweiterungen gebaut werden, denn ab 1846 nutzten ihn auch Züge der Main-Neckar-Eisenbahn-Gesellschaft (MNB) von Frankfurt am Main. Dazu wurden die Bahnsteiggleise und einige für den Verkehr der MNB erforderliche Betriebsgleise zu Mehrschienengleisen umgebaut, da die MNB – im Gegensatz zur Badischen Staatsbahn – auf Normalspurgleisen verkehrte.
Der weiter anwachsende Verkehr und das Projekt einer Rheinbrücke nach Ludwigshafen am Rhein ließen einen weiteren Ausbau des Bahnhofs unpraktisch erscheinen. Vielmehr wurde im Vorfeld der Brückeneröffnung ein neuer größerer Bahnhof errichtet, ganz in der Nähe, aber baulich um 90 Grad verschwenkt, so dass Züge, die von Süden, von Baden, kamen, durch den Bahnhof hindurch und an dessen Nordende auf die Rheinbrücke in die bayerische Pfalz weiter fahren konnten. Dieser neue Hauptbahnhof wurde 1867 eingeweiht und löste die – nun Alter Bahnhof genannte – Anlage ab, die noch einige Jahre weiter als Ortsgüterbahnhof genutzt wurde. Nachdem in Mühlau 1879 ein neuer Güterbahnhof für Mannheim in Betrieb gegangen war, wurden Schleifbahn und Alter Bahnhof aufgegeben, die Anlagen in der Folge abgerissen und die Brachflächen von der expandierenden Stadt Mannheim überbaut. Baulich ist heute vom Alten Bahnhof nichts mehr erhalten.

## Anlage

Bahnhof 1840

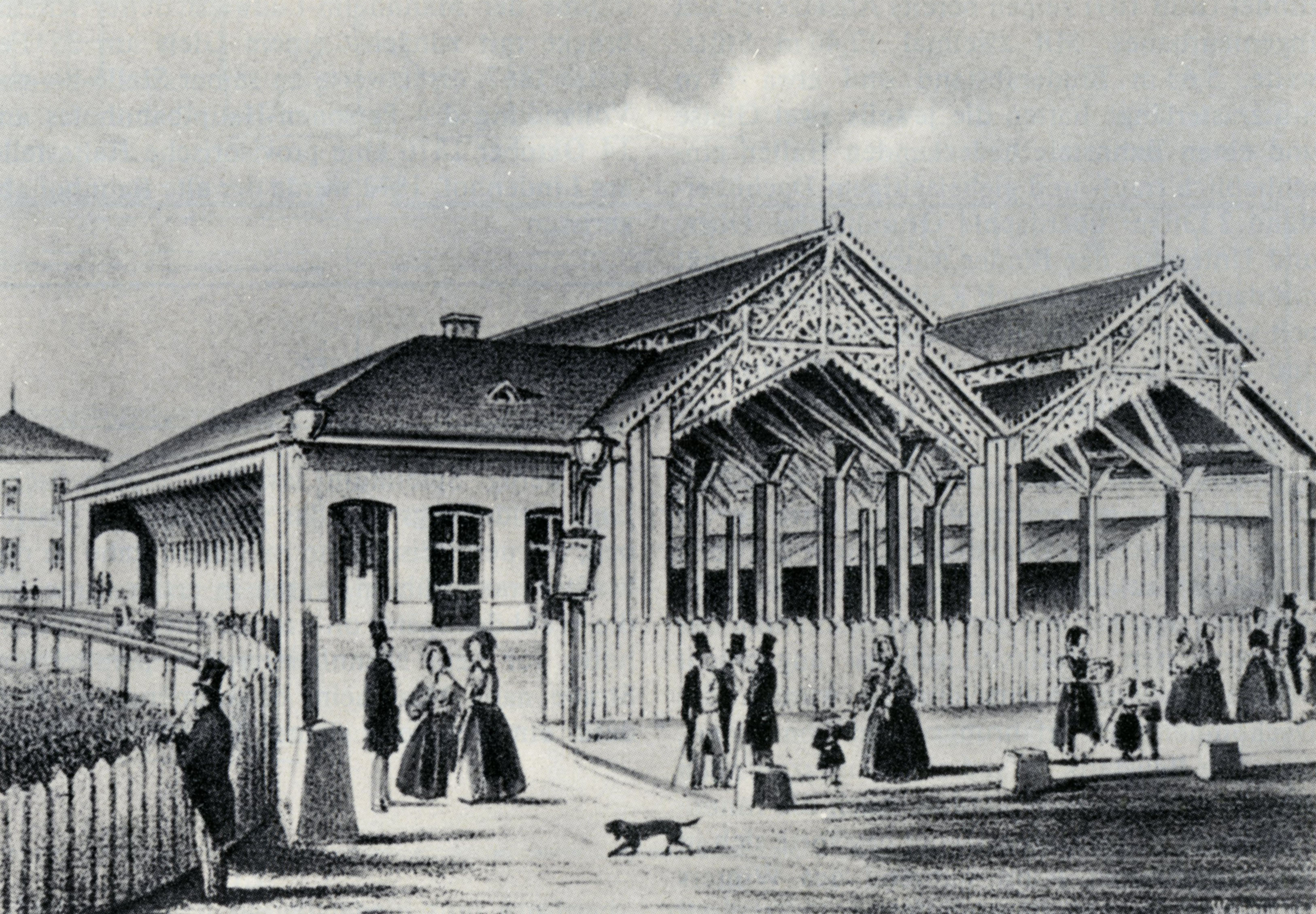
Empfangsgebäude und Bahnhofshallen

Der Bahnhof lag auf einem fast fünf Meter hoch aufgeschütteten Gelände. Er war ein Kopfbahnhof und typologisch eine sehr frühe Anlage, noch ein richtiger Bahnhof: Die Gleise lagen in einem Hof, der von Gebäuden nahezu symmetrisch umstanden war. Dessen Mitte dominierten die beiden hölzernen Bahnsteighallen, die nördliche für ankommende und die südliche für abfahrende Züge – die damals übliche Form, den Betrieb an den Endpunkten einer Bahnstrecke abzufertigen. Jede der beiden Hallen überdachte einen Bahnsteig, ein Bahnsteiggleis und ein zweites Gleis, auf dem die Lokomotive den Zug umfahren konnte. An der südlichen Seite der Hallen stand das einstöckige, recht unscheinbare Empfangsgebäude. Hier waren untergebracht (von Ost nach West): die Gepäckabfertigung, der Fahrkartenverkauf mit drei Schaltern und zwei Wartesäle, einer für die Reisenden der „Polsterklassen“, der andere für Reisende der 3. Klasse. Zur Straßenseite hin erstreckte sich entlang des Gebäudes eine überdachte Vorhalle.
Den Bahnhof umstanden Werkstatt, Wohngebäude, Remisen und Kohlemagazine. Die Gebäude waren aus Backstein mit einer Gliederung aus Sandstein errichtet und mit Schiefer gedeckt. Einige untergeordnete Bauten oder Provisorien waren in Holz ausgeführt. Auch die Gleisanlagen waren sehr altertümlich gestaltet: Werkstatt und Magazinbereiche waren nur über rechtwinklig zu den Ein- und Ausfahrgleisen verlaufende Gleise, die mit diesen über Drehscheiben verbunden waren, für die Eisenbahnfahrzeuge zu erreichen, ein außerordentlich ineffektives und leistungsschwaches Betriebskonzept.
Während die Großherzoglich Badische Staatseisenbahnen anfangs 1600-Millimeter-Breitspurgleise verlegten – so auch zwischen Mannheim und Heidelberg – war schon die zweite Strecke, die Mannheim 1846 erreichte, ein Abzweig der Bahnstrecke Frankfurt am Main–Heidelberg, in Normalspur verlegt. Auf freier Strecke lagen die Gleise parallel, im Bahnhof in Mannheim mussten aus Platzgründen aber Dreischienengleise verlegt werden – eine technische Premiere in Deutschland. 1854 spurten die Badische Staatseisenbahnen auf Normalspur um.